# Järnskogen
Järnskogen eller Järnveden är enligt nordisk mytologi en mörk och fasansfull urskog, belägen långt uppe i norr. Där bor Fenrisulvens fränder som ofta är jättar i varggestalt. Dit hör jättekvinnan Angerboda och jättinnorna här kallas järnvidjor.